# Kapište
Kapište (crkvenaslav. kapiщє) je u staroj slavenskoj vjeri hram u kojem su postavljeni kumiri slavenskih božanstava. Riječ kapište je nastala od osnove kap što znači idol, kumir i nastavka -ište, koji u slavenskim jezicima označava mjesto.